# Phostria phaennisalis
Phostria phaennisalis là một loài bướm đêm trong họ Crambidae.